# آل جعدي (البيضاء)

تعديل مصدري - تعديل

آل جعدي هي إحدى قرى عزلة الشرف بمديرية البيضاء التابعة لمحافظة البيضاء، بلغ تعداد سكانها 38 نسمة حسب تعداد اليمن لعام 2004.